# Atelopus boulengeri
Atelopus boulengeri é uma espécie de sapo da família Bufonidae. Ele é endêmico no sul do Equador. Seu habitat natural são as florestas úmidas das montanhas em áreas tropicais e subtropicais. Está ameaçado pela perda do seu habitat e pela doença Quitridiomicose. Apesar de não ser visto desde 1984, algumas áreas onde se conhece a sua existência, ainda não foi muito bem explorada.